# Estación Pedro Aguirre Cerda
Pedro Aguirre Cerda (abreviada como PAC) es la tercera estación del servicio Tren Nos-Estación Central ubicada en la comuna homónima. En un comienzo era parte del servicio de Metrotren que unía la ciudad de Santiago con la localidad de San Fernando, siendo la segunda estación de este servicio de trenes.

## Historia

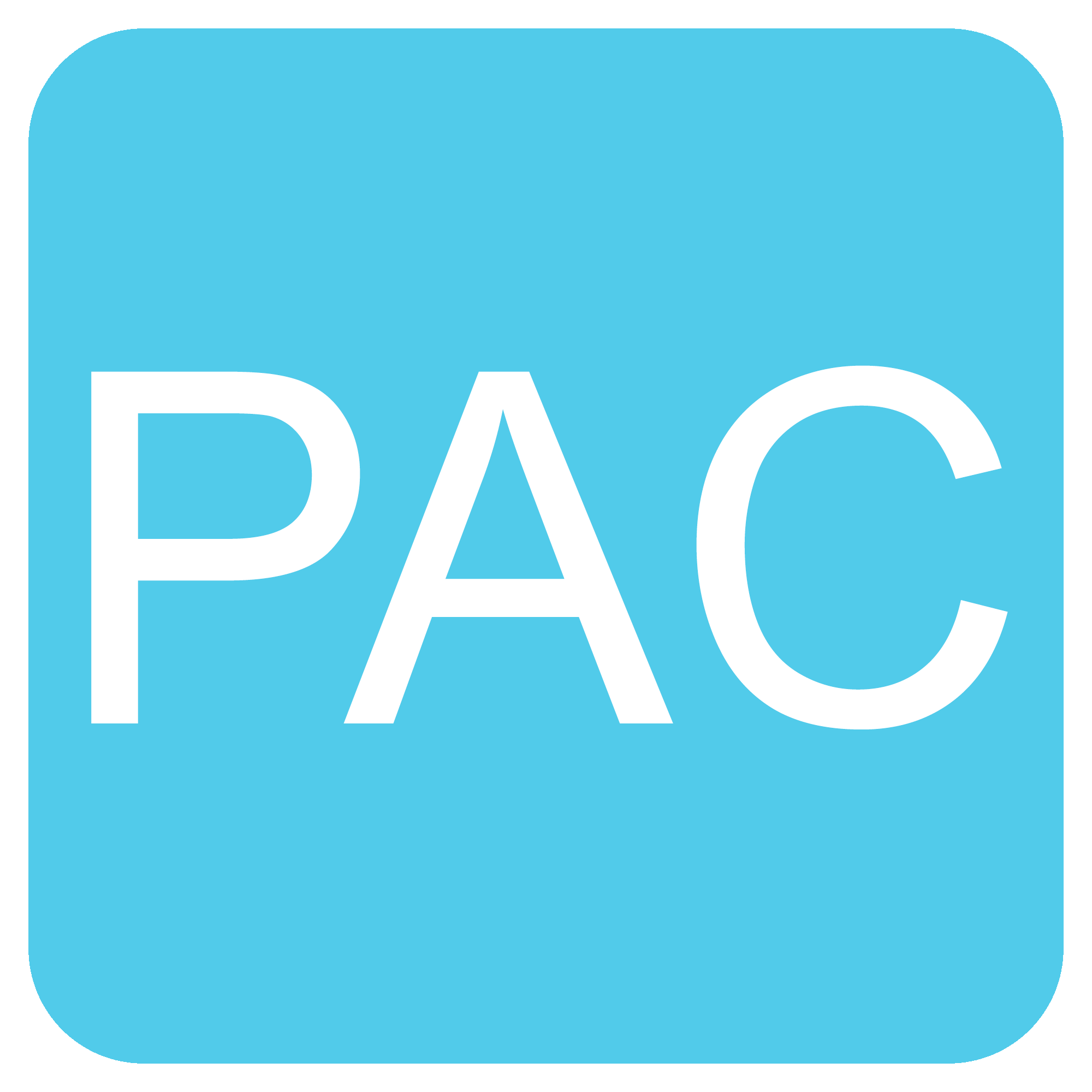
Pictograma que identificaba a la estación en 2001.

Aún cuando la línea férrea en la que se encuentra inserta esta estación se remonta a finales del siglo XIX, la estación no fue construida sino hasta mediados de los años 1960, originalmente como el Paradero Dávila Carson o Paradero Dávila, lugar donde los habitantes de la población Dávila subían a los trenes populares existentes entre 1965 y 1979. Esta estación también dio cabida al transporte de trabajadores a la Maestranza San Bernardo, en el llamado «Tren Obrero».
Por once años no existieron trenes suburbanos con dirección hacia el sur de la capital chilena hasta que en 1990 se abrió un servicio de transporte de pasajeros, que evoluciona hasta crearse el sistema de Metrotren. Por el aumento en la superficie utilizada por viviendas en la zona, se construye la estación Pedro Aguirre Cerda en el año 2000.
En septiembre de 2004, EFE llama a licitación para modernizar todas las estaciones de Metrotren. La estación fue reinaugurada en 2005 luego de la restauración, debido a la alta demanda de pasajeros en el sector que usaba el servicio de Metrotren. Ya remodelada (y trasladada 500 metros hacia el norte) para el servicio Tren Nos-Estación Central, fue reabierta al público en marzo de 2017. Entre las mejoras se incluyen nuevos accesos de carácter universal y la instalación de torniquetes para el uso de la «tarjeta bip!», junto con una mesamina totalmente subterránea.
Durante las masivas protestas en Santiago ocurridas en octubre de 2019, la madrugada del 19 del mismo mes la estación sufrió un incendio, por lo que los trenes no se detenían en esta estación. El servicio fue restablecido en esta estación cuatro días después, el 22 de octubre.

## Conexión con Red Metropolitana de Movilidad
El ingreso a la estación es por medio de torniquetes, utilizando el sistema integrado de la tarjeta bip.
La estación posee 4 paraderos de la Red Metropolitana de Movilidad en sus alrededores, los cuales corresponden a:
| Paradero / Código                                  | Recorridos                                                                                            |
| -------------------------------------------------- | --- |
| Avenida Departamental / esq. Ránquil (PH3)         | 102 (Mall Plaza Tobalaba) - 107 (Av. Departamental) - 108 (La Florida)                                |
| Avenida Departamental / esq. Ránquil (PH42)        | 102 (Metro Las Rejas) - 107 (Ciudad Empresarial) - 108 (Maipú)                                        |
| Raúl Silva Henríquez / esq. Plano Regulador (PH54) | 105 (Lo Espejo) - 120 (Metro La cisterna) - 125 (Lo Espejo) - H07 (Metro Lo Ovalle) - H12 (Lo Espejo) |
| Raúl Silva Henríquez / esq. Centro América (PH89)  | 105 (Renca) - 120 (Renca) - 125 (Metro U. de Chile) - H12 (Metro Franklin)                            |